# Máel Coba mac Áedo
Máel Coba mac Áedo issu du Cenél Conaill est Ard ri Érenn de 612 à 615.

## Origine
Máel Coba mac Áedo était le fils aîné de Áed mac Ainmerech du Cenél Conaill Uí Neill du Nord et de Lann fille d’Áed Guaire Uí Meic Cáirthinn.

## Règne
Máel Coba mac Áedo obtint le titre d’Ard ri Érenn après la défaite et la mort d’Áed Uaridnach Ard ri Érenn issu du Cenél nEógain autre clan des Uí Neill du Nord.
Les chroniques d'Irlande notent laconiquement à son sujet:
« Après que Máel Coba mac Áedo eut été trois ans en possession de la souveraineté de l’Irlande il fut tué à la bataille de Sliabn Toadh par Suibne Menn  »
— Annales d'Ulster  AU 615.1 & Annales des quatre maîtres AFM 610.3 (recte 615)

## Postérité
De son union avec Cróinsech fille de Áed Finn roi d’Osraige il laissa deux fils qui furent également Ard ri Erenn conjoints :
- Cellach mort en 658
- Conall Cóel mort en 654

## Sources
- (en) Ouvrage collectif sous la direction de Edel Bhreathnach, The Kingship and landscape of Tara, Dublin, Four Courts Press, 2005, 536 p. (ISBN 1851829547), p. 350-351 Table 6 Cenél Conaill
- (en) Gearóid Mac Niocaill, Ireland before Vikings, Dublin, Gill & Macmillan, 1972, 172 p., p. 90